# Lars Lennart Forsberg
Lars Lennart Forsberg, né le 31 juillet 1933 à Stockholm et mort le 3 janvier 2012  à Ystad, est un réalisateur suédois.

## Filmographie partielle
- 1969 : Agressions (Misshandlingen)
- 1970 : Jänken
- 1979 : Christopher's House (Kristoffers hus)
- 1983 : Henrietta
- 2000 : Min mamma hade fjorton barn (documentaire)